# 约克 (南卡罗来纳州)
约克（英文：York），是美国南卡罗来纳州下属的一座城市。城市类型是“City”。其面积大约为8.33平方英里（21.57平方公里）。根据2010年美国人口普查，该市有人口7,736人，人口密度约为每平方 英里928.91人（约合每平方公里358.67人）。